# Roxton (Teksas)
Roxton – miasto w Stanach Zjednoczonych, w stanie Teksas, w hrabstwie Lamar.